# Frate Cipolla

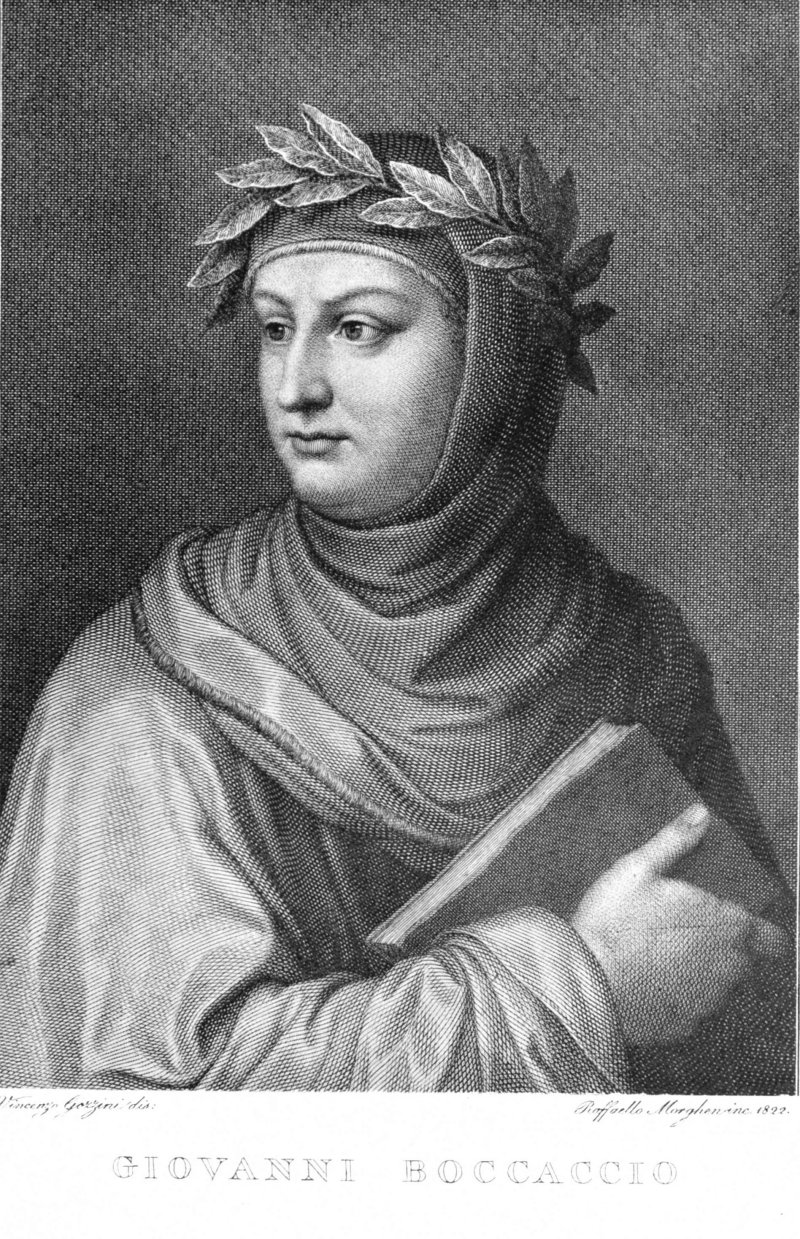
Ritratto di Giovanni Boccaccio, creatore del personaggio

Frate Cipolla o Fra' Cipolla  è il protagonista di una novella del Decameron raccontata da Dioneo, l'ultima della sesta giornata, dove «sotto il reggimento d'Elissa, si ragiona di chi con alcun leggiadro motto, tentato, si riscotesse, o con pronta risposta o avvedimento fuggì perdita o pericolo o scorno».

## Riassunto

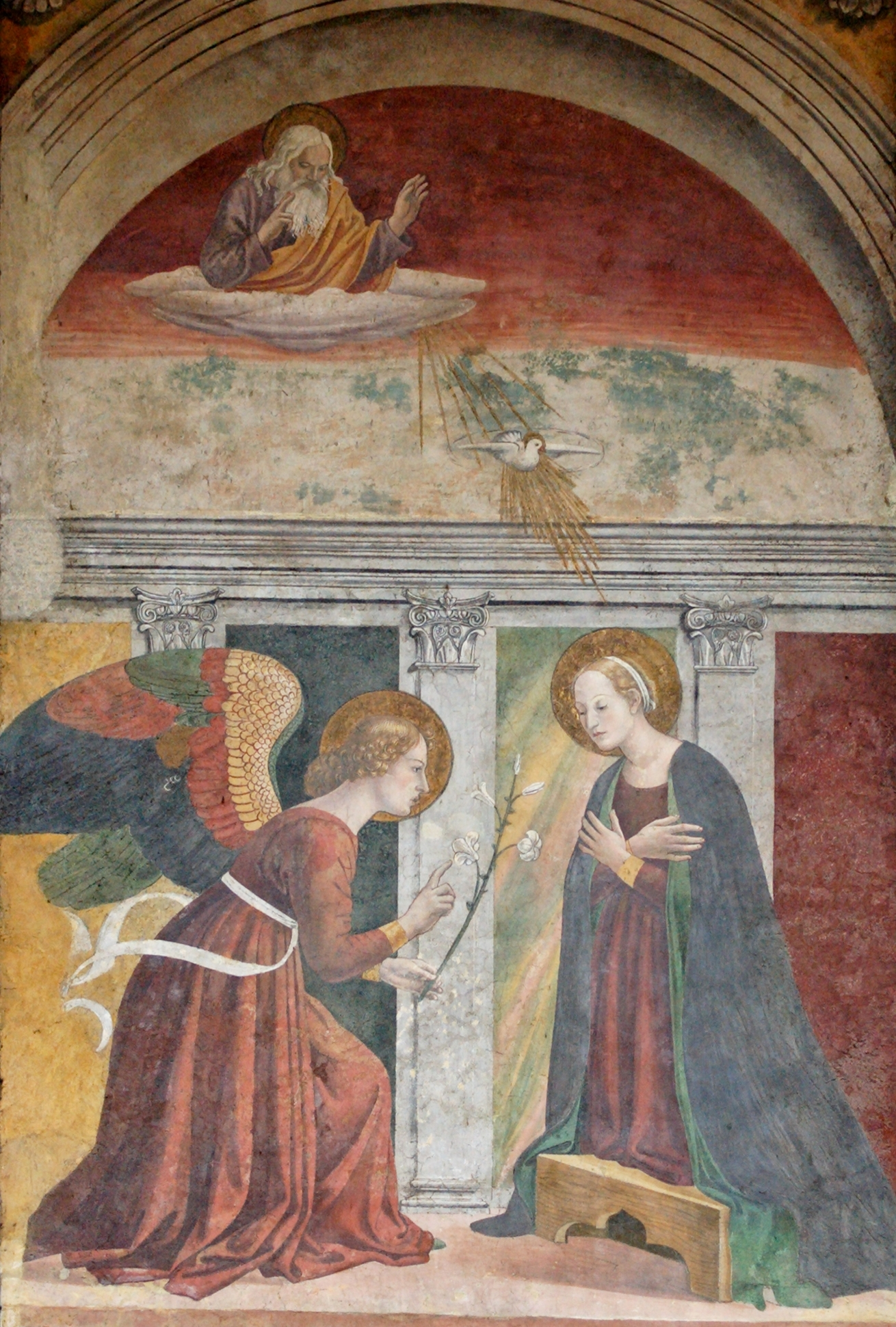
Annunciazione, di Melozzo da Forlì

A Certaldo, un piccolo comune della Toscana, ogni anno viene inviato un frate della confraternita di sant'Antonio a riscuotere le offerte dei fedeli; questo compito tocca a frate Cipolla, cui gli abitanti di Certaldo sono affezionati più che altro perché quella località è famosa per la produzione di cipolle. Il frate, oltre a benedire il bestiame, del quale sant'Antonio è il protettore, promette che mostrerà ai fedeli una reliquia che egli stesso ha recuperato: una piuma dell'arcangelo Gabriele.
Due abitanti di Certaldo, Giovanni del Bragoniera e Biagio Pizzini, che conoscono da tempo il frate, udito ciò decidono di giocargli una beffa, col solo intento di vedere in che modo il frate riuscirà a tirarsi fuori da una situazione imbarazzante; si recano quindi dove il frate alloggia mentre quest'ultimo è da un suo amico. Qui vi trovano Guccio Imbratta, il servo di frate Cipolla che per le sue fattezze viene paragonato a un quadro di Lippo Topo, che è stato incaricato di sorvegliare la stanza del suo padrone; Guccio, che non sa frenare le passioni, avendo visto una cuoca alquanto brutta in cucina, lascia perdere il suo compito per andare a far colpo su quest'ultima, di nome Nuta. Giovanni e Biagio approfittano della situazione e, entrati nella camera del frate, prendono la penna (in realtà di un pappagallo) e la sostituiscono con dei carboni.
Quando il frate, al cospetto dei fedeli creduloni, scopre la beffa, pensa subito che non deve essere stata opera del servo in quanto non molto intelligente, né si arrabbia con lui per non aver adempito al suo compito. In questa situazione imprevista il frate è abile nell'inventare una storia fantastica e priva di senso che racconta di un viaggio immaginario che lo ha portato da “Non-mi-blasmate-se-voi-piace” (Non mi biasimate per piacere), che gli ha donato alcune reliquie della sua collezione tra le quali la piuma e i carboni sui quali fu arrostito san Lorenzo.
Essendo queste due reliquie poste in scatole identiche, il frate nel venire a Certaldo le ha confuse e ha preso la scatola sbagliata; ciò, secondo frate Cipolla, è accaduto non per sua negligenza, ma per volontà divina, in quanto due giorni dopo si sarebbe celebrata la festa in onore di san Lorenzo. A questo punto il frate mostra ai fedeli i carboni coi quali fa il segno della croce per benedirli. Alla fine della cerimonia i due, che gli hanno giocato lo scherzo e che hanno assistito al discorso ridendo di cuore, si complimentano con lui ridandogli la penna.

## I personaggi
In questa novella si presentano due strati sociali e intellettuali ben distinti.
In uno vi troviamo gli ignoranti e i poveri di spirito: Nuta, Guccio e i contadini di Certaldo. Il secondo strato sociale che incontriamo e che si oppone al primo è quello dell'élite arguta e capace d'ingannare molti: fra questi troviamo frate Cipolla e i suoi due amici Giovanni del Bragoniera e Biagio Pizzini.
Frate Cipolla

Appartenente all'ordine di sant'Antonio, frate Cipolla è un uomo di piccola statura, rosso di capelli e un buontempone. L'elemento caratterizzante della sua personalità è l'arte della retorica: «chi conosciuto non l'avesse, non solamente un gran retorico l'avrebbe estimato, ma l'avrebbe detto esser Tullio medesimo o forse Quintiliano». Questa sua arte è evidente nel discorso che pronuncia quando scopre la beffa che gli è stata giocata, dove grazie ai molti giochi di parole, alle affermazioni stranissime e agli assurdi geografici riesce a voltare l'imprevisto a suo favore.
Guccio
Servo di frate Cipolla, Guccio è il classico servo sbadato che non sa resistere ai piaceri del cibo e del corpo. Di lui frate Cipolla dice: «Egli è tardo, sugliardo e bugiardo; negligente, disubidente e maldicente; trascurato, smemorato e scostumato;». Nonostante ciò, Guccio cerca di imitare il suo padrone nell'arte della retorica come espediente per conquistare le donne, ma i risultati non sono ovviamente gli stessi. Alcuni studiosi hanno visto in lui una sorta di "controfigura" dello stesso Frate Cipolla.
Giovanni del Bragoniera e Biagio Pizzini
Amici e appartenenti allo stesso strato sociale di frate Cipolla, Giovanni e Biagio non si fanno abbindolare dai discorsi del frate e decidono di ordire una beffa a suo danno, sapendo che frate Cipolla non sarebbe caduto nel tranello, poiché conoscevano molto bene le sue capacità di oratoria e d'improvvisazione; i due burloni volevano solo godersi la scena che il frate avrebbe inventato.
Nuta
È la serva-cuoca di cui Guccio si invaghisce. Viene così da Dioneo descritta: «grassa grossa e piccola e mal fatta, con un paio di poppe che parean due ceston da letame;»

## Temi
La sesta giornata è dedicata a coloro che riescono a superare situazioni di rischio impreviste con l'uso opportuno e appropriato della parola. L'esaltazione della capacità dell'oratoria e della presenza di spirito come mezzi per cavarsela in situazioni imbarazzanti non è un tema esclusivo della sesta giornata, anzi, è presente anche in molte novelle delle altre giornate del Decameron. A sottolineare l'importanza della retorica in questa novella è il lungo discorso di frate Cipolla che occupa ben un terzo della lunghezza totale della novella. Con questo discorso frate Cipolla dà sfogo a tutta la sua abilità di oratore grazie al frequente uso della figura retorica dell'anfibologia, puntando a stordire gli ascoltatori e confondere loro le idee.
Tale figura retorica, facilmente visibile nei seguenti passi: «io fui mandato dal mio superiore in quelle parti dove apparisce il sole [...] pervenni dove tutte l'acque corrono alla ‘ngiù; […] che io vidi volare i pennati» consiste in un'espressione o discorso dal significato ambiguo e interpretabile in due modi diversi. Per esempio, il termine “pennati” può significare sia “volatili” che “coltelli per potare”. Il discorso inizia con una descrizione di viaggi immaginari che alludono a scenari esotici, ma che in realtà si riferiscono a luoghi vicini e fatti banali, resi però irriconoscibili dall'uso di artifici retorici. A sottolineare questo carattere fantastico e ambiguo del discorso ci pensano anche i nomi di alcuni luoghi totalmente inventati: “Truffia”, “Buffia,“Terra di Menzogna”...
Questo discorso ha una duplice funzione: se da un lato serve al frate per convincere la folla della veridicità della reliquia, dall'altro svolge la funzione di far divertire i due giovani che assistevano al discorso di Cipolla come se lui fosse un attore teatrale che deve dimostrare la sua bravura nell'improvvisare davanti a una situazione inaspettata. Altro tema fondamentale è quello della beffa, che in questa novella è addirittura doppia, essendo giocata sia dai due ragazzi al frate, che da quest'ultimo ai danni di coloro che lo ascoltano. Boccaccio con questa novella vuole innanzitutto comunicarci l'ampio divario intellettuale che c'è fra la massa contadina e la classe dirigente costituita dall'emergente classe mercantile, dagli ecclesiastici e dagli uomini di cultura, qual è Boccaccio, che grazie alla loro astuzia superiore sono capaci di ingannare molte persone, compreso Dio.
Come già accaduto nella novella di Ser Cepparello, Boccaccio muove anche un duro attacco nei confronti della Chiesa, sottolineandone la tendenza ad approfittare dell'ignoranza del popolo per riscuotere offerte maggiori mostrando false reliquie e donando indulgenze invalide. Ciò è messo in evidenza dal fatto che frate Cipolla nel suo sermone cita reliquie come un braccio della Santa Croce, la mascella della Morte di san Lazzaro e il sudore di san Michele quando combatté contro il diavolo, vistosamente dei falsi.
Anche Dante Alighieri nel XXIX canto del Paradiso critica quest'aspetto della Chiesa, accusando i frati della confraternita di sant'Antonio di usare il denaro ricavato dalle offerte e dalla compravendita delle false indulgenze per nutrire i propri animali, figli e concubine: «[…] Di questo (ovvero la stoltezza dei fedeli) ingrassa il porco Sant'Antonio e altri assai che sono ancor più porci, pagando di moneta sanza conio».

## Il tema delle false indulgenze in Boccaccio e Chaucer

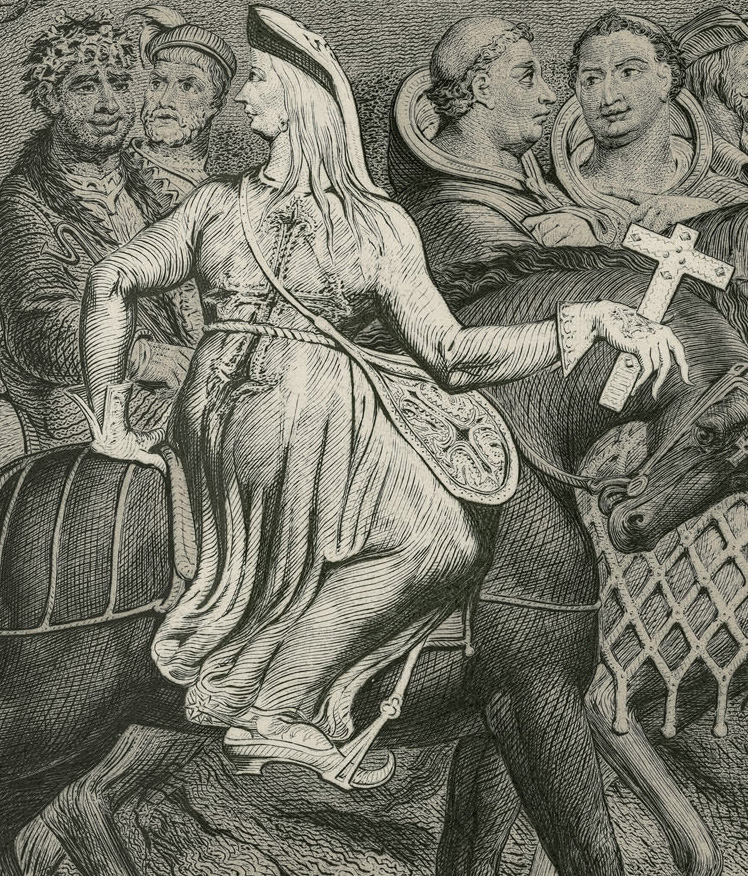
L'indulgenziere in un'incisione di William Blake

Nel Trecento, periodo in cui fu scritta la novella, era molto diffuso il tema di preti che, mostrando false reliquie, si facevano dare denaro dagli ingenui fedeli. Non a caso, Frate Cipolla apparteneva alla confraternita di sant'Antonio, che fu condannata da papa Gregorio IX per gli inganni messi in atto dai suoi adepti francesi. Boccaccio, pur condannandolo fermamente, mostra comunque una certa simpatia nell'istrionesca abilità del frate, che stupisce la folla con la sua abilità nel parlare. Proprio per questa ragione, frate Cipolla è un impostore che fruisce dell'inganno per trarne vantaggio, ma anche «il miglior brigante del mondo» e un «ottimo parlatore e pronto».
Da qui sorgono le varie differenze con Il racconto dell'indulgenziere, novella cantata ne I racconti di Canterbury di Geoffrey Chaucer. Frate Cipolla infatti gioca con la sua abilità linguistica, ma non la esibisce: è presente il gusto della beffa ai soli fini dell'arricchimento illecito, ma permane comunque un sottofondo ludico.
Il parroco della novella di Chaucer, invece, è un ipocrita esibizionista: dichiara spudoratamente la sua viziosità, dipingendosi addirittura davanti agli interlocutori come un vizioso, e il suo carattere doppiogiochista («il mio scopo non è che far quattrini, e non correggere peccati, anche se le loro anime vadano raminghe in malora»).

## Personaggio interpretato da Alberto Sordi
(Strafalcione ripetuto varie volte da fra' Cipolla quando è sconvolto)
Nel film del 1984 diretto da Mario Monicelli: Bertoldo, Bertoldino e Cacasenno con Ugo Tognazzi, Lello Arena e Maurizio Nichetti, l'attore e regista Alberto Sordi introduce nella storia di Bertoldo, protagonista del romanzo di Giulio Cesare Croce, questo personaggio di Frate Cipolla. Il personaggio è robusto, peloso, coi capelli neri a riccioli e molto rozzo. Piuttosto che un frate lo si ritiene un imbroglione che si guadagna da vivere impartendo il suo latinismo alla popolazione ignorante del XIV secolo e mostrando le sue false reliquie.

Alberto Sordi, accanto a Ugo Tognazzi (Bertoldo) e Maurizio Nichetti (Bertoldino, nelle vesti di Frate Cipolla (nel film Bertoldo, Bertoldino e Cacasenno di Monicelli)

Fra' Cipolla in questo film appare stralunato e spaesato (dato che nella storia originale non c'entra niente coi protagonisti) e tenta di vendere ai cittadini la sua piuma dell'Arcangelo Gabriele il quale ritiene che sia caduta proprio quando egli apparve svolazzando nella casa della Vergine Maria per annunciarle la nascita di Gesù. In realtà Frate Cipolla di piume fasulle ne ha una cassa intera e Bertoldo e Bertoldino gliela rubano perché il chierico non vuole restituir loro dei soldi che gli aveva dato Marcolfa, moglie di Bertoldo, facendosi imbrogliare suo malgrado. Per essere più sicuri di mostrare a Cipolla l'inganno Bertoldino gli aveva dato anche la piuma venduta, ma questi se l'era mangiata per nascondere le prove.
Ora che la cassa è stata rubata, Frate Cipolla si aspetta una gran brutta sorpresa perché aveva annunciato alla popolazione del villaggio di Acquamorta di mostrare la sacra reliquia. In chiesa frate Cipolla apre lo scrigno, fatto riapparire senza che questi se ne fosse accorto, però senza le piume e rimane un attimo sconcertato, per poi imbrogliare nuovamente i pellegrini con una falsa storia, raccontando di essere in possesso dei carboni del martirio di san Lorenzo, affinché questi versassero delle offerte per la chiesa. Frate Cipolla e Bertoldo successivamente si mettono d'accordo per spartirsi il bottino delle offerte in un'osteria e di seguito l'uomo le dà a Bertoldino affinché la nasconda nella biada del suo somaro, ma l'animale si mangia tutto.
Frate Cipolla quindi propone di preparare un lassativo per l'animale per riavere le monete e la soluzione si dimostra efficace, tanto che due contadini, credendo che l'animale fosse miracolato, decidono di comprarselo. Frate Cipolla riapparirà solo alla fine del film, quando è costretto, come tante altre persone, a trovare un metodo per far ritornare il riso sul volto del re longobardo Alboino, avvilito per un esaurimento nervoso. Frate Cipolla usa sempre la sua famosa piuma, cercando di farlo ridere mediante il solletico al piede, ma viene cacciato a calci nel sedere. Tornerà sulla scena solo quando il re, grazie alle buffonate di Bertoldo, avrà riacquistato la risata e avrà proclamato conte il suo giullare. Da Bertoldino e la sua moglie nascerà un figlio al quale non è stato dato ancora un nome ma che però appena nato defeca sulla testa del re Alboino; allora Cipolla, ora non più frate ma arcivescovo di corte, lo battezzerà "Cacasenno".